# ケーニッヒシュトゥール天文台

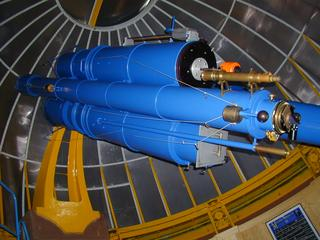
ケーニッヒシュトゥール天文台のブルース式天体写真儀

ケーニッヒシュトゥール天文台（ケーニッヒシュトゥールてんもんだい、Landessternwarte Heidelberg-Königstuhl）はドイツ、ハイデルベルクの丘ケーニッヒシュトゥールの頂上にあった天文台である。1774年に設立されたマンハイム天文台が、マンハイムの観測条件の劣化により1898年にケーニッヒシュトゥールに移転したのにはじまる歴史のある天文台である。1967年にはマックス・プランク研究所の天文学部門が隣接して設立された。2005年からハイデルベルク大学天文学センターとなっている。
1898年6月20日バーデン大公のフリードリヒ1世によって"Großherzogliche Bergsternwarte" （公爵の山天文台）として発足の儀式が行われた。観測部門は、マンハイム天文台の所長だったカール・ヴィルヘルム・ファーレンタイナー(w:Karl Wilhelm Valentiner）が率いる位置天文学の部門と、マックス・ヴォルフの率いる天体物理学部門から構成された。ファーレンタイナーの引退した1909年からヴォルフが両部門を監督した。
マックス・ヴォルフはスポンサーから資金を集めた。アメリカの慈善家キャサリン・ウォルフェ・ブルースの資金で新しい高性能の望遠鏡を購入した。
天文台で行われた研究には星雲の研究、小惑星の探索がある。ヴォルフやその後継者は800を越える小惑星を発見した。カール・ラインムートは1912年から1957年の間に約400の小惑星を発見した。ケーニッヒシュトゥール天文台で発見された小惑星には最初に発見されたトロヤ群の小惑星アキレスなどがある。また、1927年6月1日に発見した小惑星帯の小惑星 1927 LA は、同年7月5日に観測されたのを最後に行方不明となっている。行方不明となっている小惑星の中では最も古い記録である。
2005年に天文台としての機能は廃止され、ドイツ連邦研究所になった。ハイデルベルク大学の理論天体物理研究所と天体計算研究所は合同してハイデルベルク大学天文学センターとなった。